# Мона Ліза
«Мо́на Ліза» («Джоконда») (італ. Mona Lisa, La Gioconda, фр. La Joconde) — картина італійського художника Леонардо да Вінчі; написана близько 1503 року. Картина є одним з найвідоміших і безцінних творів живопису у світі. Належить до епохи Відродження.
Повна назва картини «Портрет пані Лізи дель Джокондо» (італ. Ritratto di Monna Lisa del Giocondo).

## Історія
В жодній іншій картині Леонардо глибина та імла атмосфери («сфумато») не передані з такою досконалістю, як у «Мона Лізі». Це повітряна перспектива, але вона б довго залишалася відомою лише для знавців мистецтва, якби не її виняткова історія. В 1911 році «Мона Ліза» була викрадена і лише три роки опісля, завдяки випадковим обставинам, повернена до музею. Протягом цього часу «Мона Ліза» не сходила з обкладинок газет і журналів всього світу. Тому не дивно, що «Мону Лізу» копіювали частіше за всі інші картини. Картина стала об'єктом поклоніння як шедевр світової класики.

## Проблема ідентифікації моделі

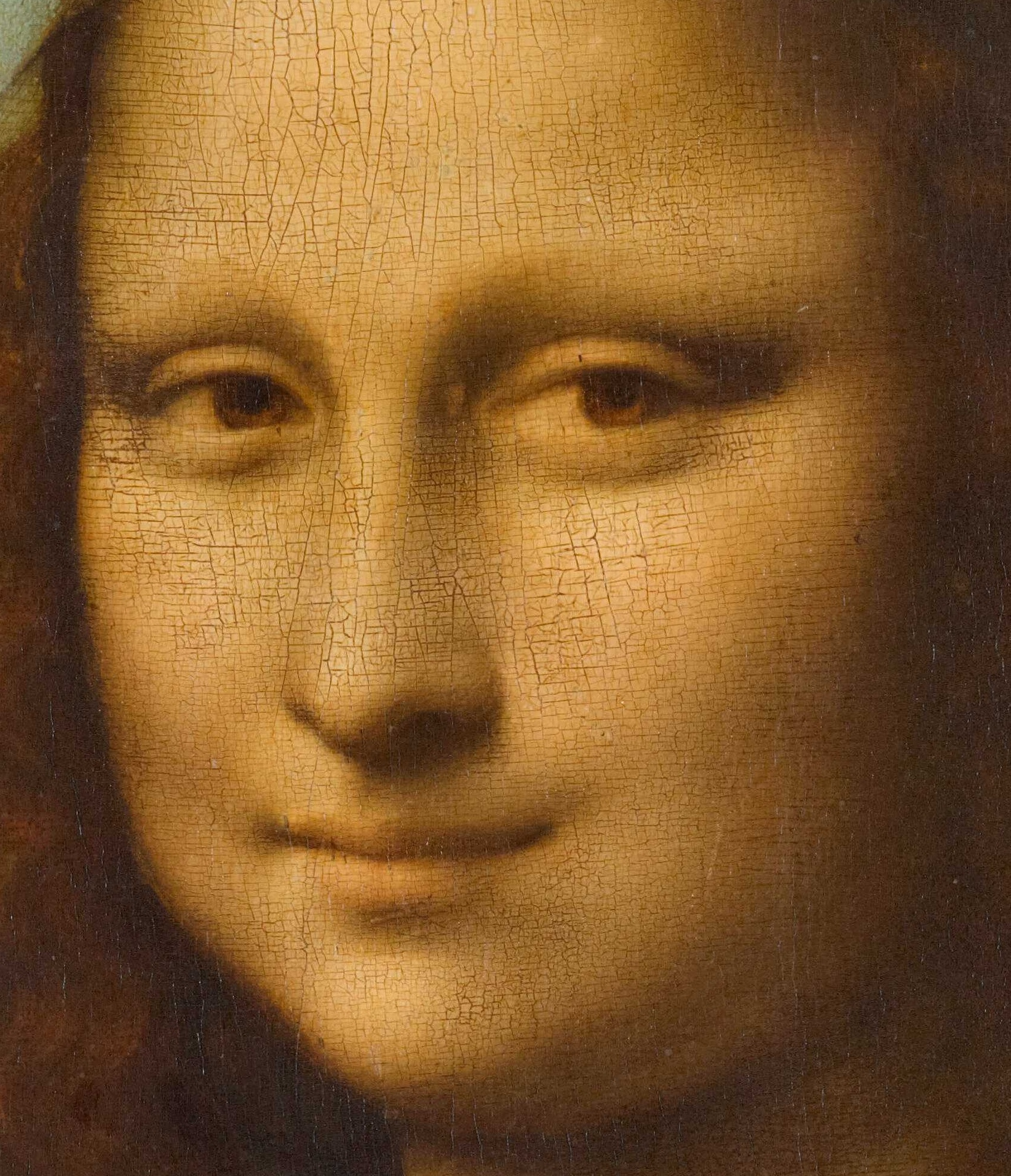
«Мона Ліза», деталь

Особистість, яку зображено на портреті, складно ідентифікувати. З цього приводу було висловлено багато спірних і, часом, абсурдних думок:
- Ліза Герардіні, дружина торговця шовком з Флоренції Франческо дель Джокондо
- Мати Леонардо (1427–1495)
- Катерина Сфорца
- Ізабелла д'Есте
- Просто ідеальна жінка
- Молодий юнак у жіночому одязі
- Автопортрет Леонардо

Загадка навколо незнайомки притягує до Лувру щорічно мільйони відвідувачів.
У 1517 кардинал Луї Арагонський відвідав Леонардо в його ательє у Франції. Опис цього візиту було зроблено секретарем кардинала Антоніо де Беатісом:  «10 жовтня 1517 року монсіньор та іже з ним відвідали в одній з віддалених частин Амбуаза мессіра Леонардо да Вінчі, флорентійця, сивобородого старця, якому понад сімдесят років, — найчудовішого художника нашого часу. Він показав його високості три картини: одну із зображенням флорентійської пані, писав з натури на прохання брата Лоренцо Пишного Джуліано Медічі, іншу — святий Іван Хреститель в молодості і третю — Свята Анна з Марією і немовлям Христом; усі в найвищому ступені прекрасні. Від самого майстра, у зв'язку з тим, що у нього в той час була паралізована права рука, вже не можна було очікувати нових гарних робіт".
На думку частини дослідників, під «флорентійською дамою» мається на увазі «Мона Ліза». Можливо, однак, що це був інший портрет, від якого не збереглося ні свідчень, ні копій, внаслідок чого Джуліано Медічі жодним чином не був причетним до «Мона Лізи».
Згідно з Джорджо Вазарі (1511–1574) автором біографій італійських художників, Мона Ліза (скор. від мадонна Ліза) була дружиною флорентійця на ймення Франческо дель Джокондо (італ. Francesco del Giocondo), на чий портрет Леонардо витратив 22 роки, все ж таки залишивши його незавершеним.
Вазарі висловлює дуже схвальну думку про якість цієї картини: «Будь-яка людина, що бажає побачити, як добре мистецтво може імітувати природу, може з легкістю в цьому переконатися на прикладі голови, так як тут Леонардо відтворив всі деталі … Очі наповнені блиском і вологою, як у живих людей … Ніжний рожевий ніс здається справжнім. Червона барва рота гармонійно збігається з кольорами обличчя… Хто б не дивився уважно на її шию, всім здавалося, що у неї б'ється пульс …» Він також пояснює легку усмішку на її обличчі: «Леонардо нібито запросив музикантів і клоунів, щоб розважити смутну від довгого позування даму». Опис Вазарі також містить точний опис брів, яких зараз не видно на картині. Ця розбіжність в деталях та кольорах, за думкою дослідників Паскаля Котте та Дженнесс Кортез, зумовлена змінами картини з часом.
Картина була добре відома серед любителів мистецтва, хоча Леонардо виїхав з Італії до Франції в 1516 році, взявши картину із собою. Згідно з італійськими джерелами вона з тих пір перебувала в колекції французького короля Франциска I, однак залишається неясним, коли і як вона була ним придбана і чому Леонардо не повернув її замовнику.
Щодо історії створення картини Вазарі, що народився в 1511 році, був змушений послатися на інформацію, дану анонімним автором першої біографії Леонардо. Саме він і пише про маловпливового торговця шовком Франческо Джокондо, який замовив у художника портрет своєї третьої дружини Лізи. Незважаючи на слова цього анонімного сучасника, багато хто з дослідників все-таки сумніваються в можливості того, що «Мона Ліза» була написана у Флоренції (1500–1505). Витончена техніка вказує на більш пізнє створення картини. Крім того, в цей час Леонардо був настільки зайнятий роботою над «Битвою Ангіарі», що навіть відмовив княгині Ізабеллі д'Есте прийняти її замовлення. Чи міг тоді простий торговець умовити відомого майстра написати портрет своєї дружини!

## Композиція картини

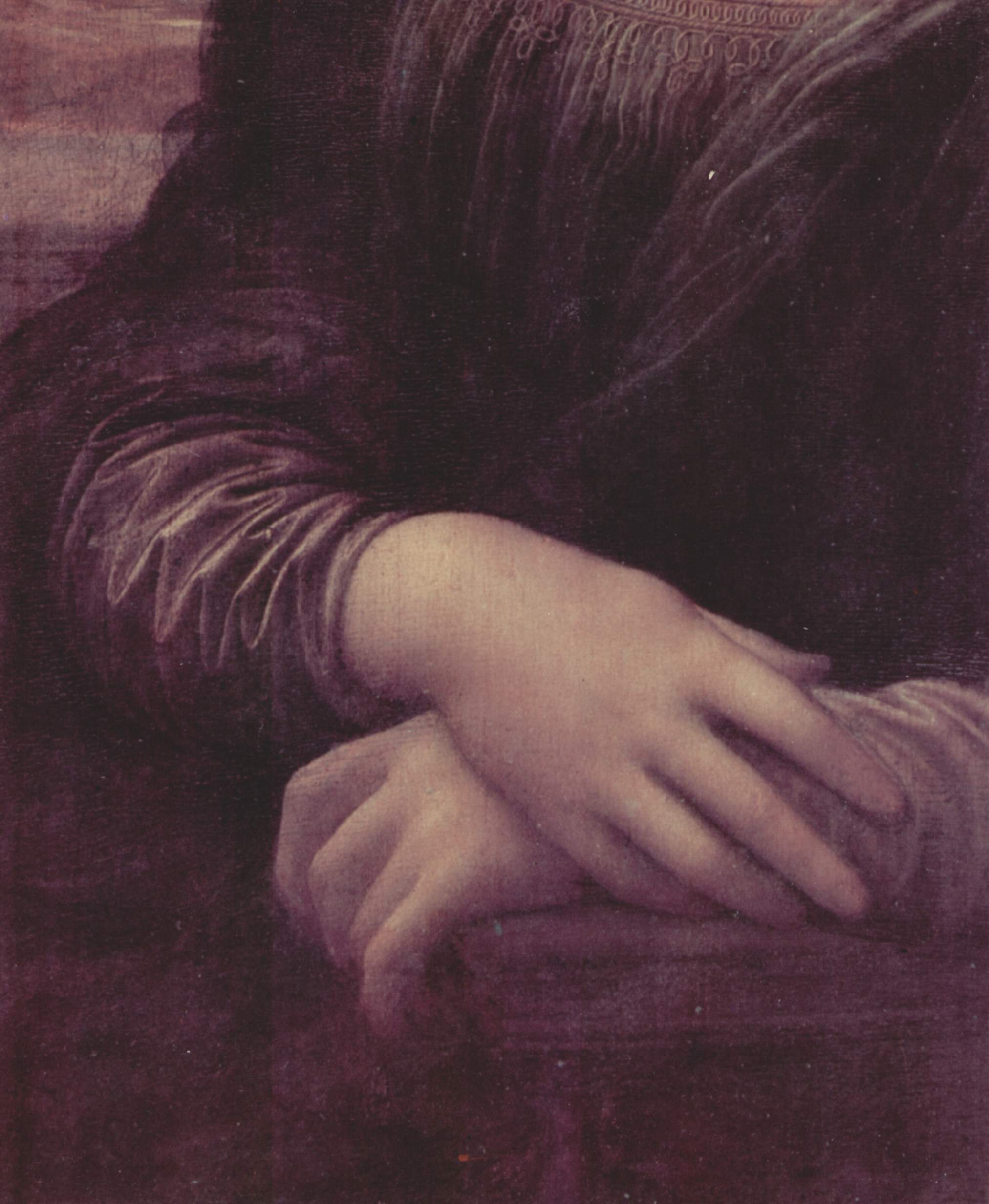
«Мона Ліза», деталь

Уважний аналіз композиції приводить до висновку, що Леонардо не прагнув створити індивідуальний портрет. «Мона Ліза» стала здійсненням ідей художника, висловлених ним у своєму трактаті з живопису. Підхід Леонардо до своїх робіт завжди мав науковий характер. Тому «Мона Ліза», на створення якої він витратив багато років, стала гарним, але в той же час недосяжним і безчуттєвим образом. Вона одночасно здається жаданою та холодною. Попри те, що погляд Джоконди спрямований на нас, між нами і нею створений візуальний бар'єр — ручка стільця, що діє як перегородка. Подібна концепція виключає можливість інтимного діалогу, як, приміром, у портреті Балтазара Кастільйоне (виставлено в Луврі, Париж), написаному Рафаелем близько десяти років по тому. Тим не менш, наш погляд постійно повертається до її освітленого обличчя, оточеного, як рамкою, темним, прихованим під прозорою фатою волоссям, тінями на шиї і темним димчастим пейзажем заднього плану. На тлі віддалених гір фігура справляє враження монументального, хоча формат картини невеликий (77х52см). Ця монументальність, властива піднесеним, божественним істотам, тримає нас, простих смертних, на відстані і одночасно змушує нас безуспішно прагнути до недосяжного. Недаремно Леонардо вибрав позицію моделі, дуже схожу з позиціями богоматері в італійських картинах XV століття. Додаткову дистанцію створює штучність, яка виникає через бездоганний сфумато-ефект (відмову від чітких обрисів на користь створення «повітряного» враження). Треба вважати, Леонардо фактично повністю звільнився від портретної подібності на користь створення ілюзії атмосфери та живого дихаючого тіла за допомогою площини, фарб і пензля. Для нас Джоконда назавжди залишиться шедевром Леонардо. 
Секрет виразності особи Джоконди в техніці багатошарового живопису «лессіровками»-тонкими шарами фарби поверх вже висохлих шарів. Що це дає? При проходженні світла через прозорі шари фарби до полотна воно відбивається і розсіюється зовсім по різному в залежності від кута зору на полотно або від кута падіння світла при русі Сонця. Тому вираз її обличчя постійно невловимо змінюється, воно дійсно як живе. Але це-лише початок ефекту, при деякій зміні точки бачення, навіть зовсім незначно, обличчя набуває раптом зовсім виразно обриси черепа, її скроньові западини поглиблюються, очі починають провалюватися… Перед нами вже не усміхнена жінка, а якійсь знущальний оскал самої смерті, це дуже добре видно при перегляді оригіналу, але зовсім не передається в репродукціях. Виникає дуже сильний психологічний ефект, ефект контрасту, коли в одному образі сплавлені два абсолютно протилежних початки. І чим сильніший контраст, тим сильніший вплив, але сильнішого контрасту, ніж життя і смерть придумати неможливо… Тут вся неосяжність людського існування відлиті в одному образі, в цьому геніальність Леонардо. Загадка в тому, як йому вдалося досягти саме зображення черепа, смерті, що мерехтить крізь гарне жіноче обличчя, адже це майже неможливе завдання, але це — рівень думки і духу великого художника і філософа…

## Усмішка Джоконди
Ще одна особливість цієї роботи — усмішка на обличчі або її відсутність. Відповідь на таке питання вчені шукають досі. Якщо дивитися безпосередньо на губи, то зображення «усміхається», а якщо погляд відвести трохи вбік, то усмішка «зникає». Художнику вдалося створити ефект «мерехтливої» усмішки.
У 2015 році британські вчені з університету Шеффілда і університету Сандерленда в ході вивчення іншої картини да Вінчі — La Bella Principessa («Красива принцеса»), написаної до Джоконди наприкінці XV століття, на якій також зображена дівчина із загадковою, ледве помітною усмішкою, яка привертає увагу глядача, вчені прийшли до висновку, що «невловиму жіночу усмішку» на своїх роботах Леонардо створив шляхом вдалого змішування кольорів, використовуючи таким чином ефект периферійного зору. Завдяки цьому методу, який називається «сфумато», форма рота суб'єкта візуально змінюється залежно від кута, під яким глядач дивиться на картину. Якщо на картину дивитися прямо (в анфас), то нахил рота спрямований вниз, у той час, при погляді під кутом  – куточки рота, як здається, починають підніматися вгору, створюючи ефект усмішки. Автори дослідження відзначають, що багато художників намагалися повторити трюк, створений Леонардо да Вінчі, але ніхто так і не досяг успіху в цьому, як італійський геній.
У 2017 нейробіологи Фрайбурзького університету, німецькі психологи та психіатри розкрили секрет загадкової усмішки моделі, що позувала для картини. Згідно з доповіддю вчених, таємниця криється в тому, що зображена на полотні жінка виглядає щасливою і висловлює радість. Під час дослідження фокус-група порівняла вісім чорно-білих репродукцій картини, на кожній з яких присутні невеликі зміни у виразі обличчя: воно здавалося більш сумним або більш веселим. З'ясувалося, що не менше 97 % учасників впізнали емоцію з оригінального полотна як щасливою. «Ми були здивовані! Ніякої двозначності в плані зіставлення щастя і нещастя в рисах обличчя моделі бути вже не може!» — сказав співавтор наукової роботи Юрген Корнмайєр.

## Дослідження
Деякі мистецтвознавці стверджують, що під портретом Мони Лізи є ще два шари зображення. На одній картині — контур жіночого портрета з більшою головою і руками. На іншій — зображена жінка в перламутровому головному уборі.

## Детективна історія «Мони Лізи»

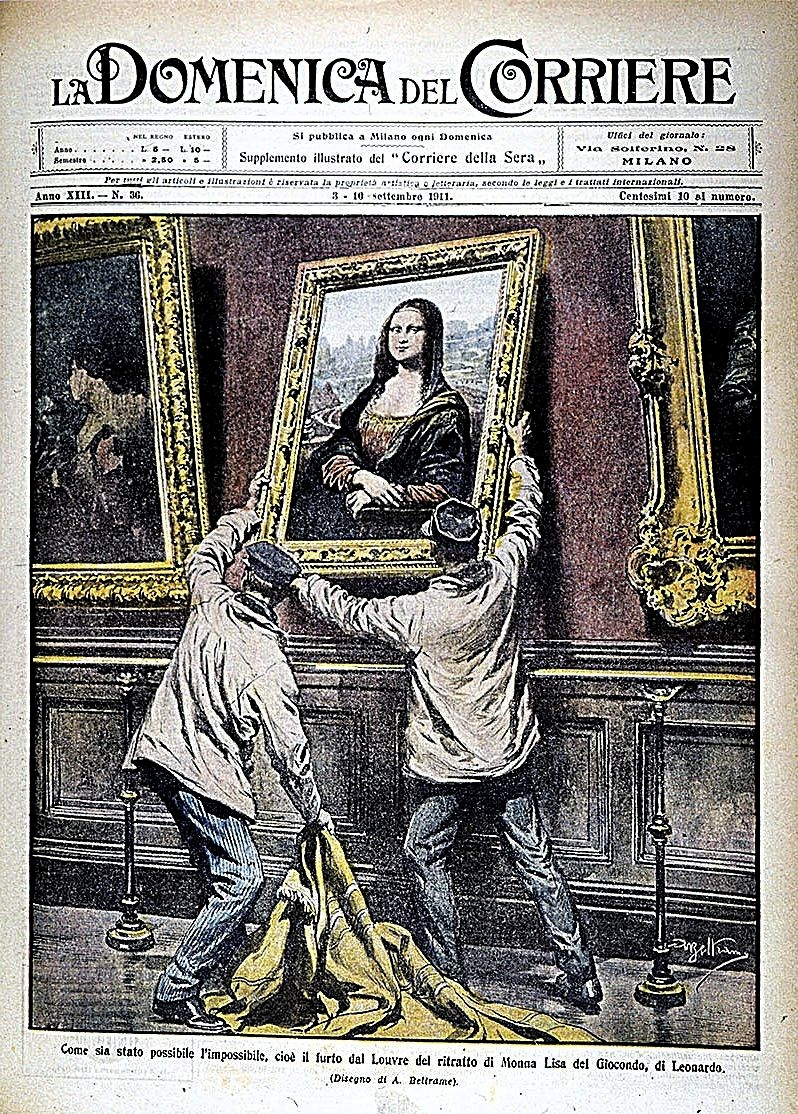
Викрадення Мони Лізи з Лувру. «La Domenica del Corriere», вересень 1911

Мона Ліза ще довго була б відома лише витонченим знавцям образотворчого мистецтва, якби не її виняткова історія, яка забезпечила їй всесвітню популярність.
З початку XVI століття картина, придбана Франціском I після смерті Леонардо, залишалася у королівській колекції. З 1793 була розміщена в Центральному Музеї Мистецтв у Луврі. Мона Ліза завжди залишалася в Луврі як одне з надбань національної колекції. 21 серпня 1911 р. о третій пополудні картину було викрадено. Жандарми обшукали 20 га території музею, допитали працівників, їхніх родичів і знайомих. Провели обшуки в поїздах, закрили вокзали й порти. Хапали та перевіряли всіх підозрілих паризьких художників та іноземців. Проте, всі ці заходи жодного результату не дали. Пошуки картини тривали два роки. Увесь цей час у музеї висіла її копія в жалобній рамі.
13 грудня 1913 р. флорентійський антиквар Альфредо Джері одержав із Парижа листа: «Я — італієць, патріот своєї батьківщини. Це я взяв у Луврі «Джоконду» два роки тому. Прагнув повернути Італії скарб Леонардо, украдений колись французами». Він пропонував антиквару придбати картину за півмільйона франків — майже $3 млн 370 тис. на теперішні гроші. Той погодився. Але щойно пересвідчився в тому, що картина оригінал — здав її власника поліції. Злодієм був 32-річний італійський маляр Вінченцо Перуджа  (італ. Vincenzo Peruggia), родом із села в Північній Італії. Виявилося, що 1910 р. він працював у Луврі декоратором і установлював нове захисне скло перед полотном Леонардо да Вінчі. Тоді і виникла ідея крадіжки. Знайшов спільників — художника Іва Шадро та шахрая Едуардо де Валферно. Викрадачі вивезли «Джоконду» у США. Там почали продавати копії картини, видаючи їх за оригінал. Так продали шість картин і заробили загалом $2 млн — $47 млн як на тепер. Потім між спільниками почалися сварки. От тоді Перуджа і забрав картину та втік з нею до Європи. Грошей взяти не встиг. Тож аби мати за що жити вирішив продати оригінал.
Після слідства, яке тривало півтора року, чоловікові винесли вирок — рік ув'язнення

## Сьогодення
На сьогодні картина знаходиться у власному залі Лувра під спеціальним захистом за куленепробивним склом, складною сигналізацією і механізмом для підтримання мікроклімату для збереження полотна. Вартість цієї системи складає 8 мільйонів доларів. Картина на даний час визнана безцінною і не підлягає страховці.
28 січня 2024 року дві активістки з руху Riposte Alimentaire облили супом картину «Мона Ліза». Метою акції стало привернення уваги до кліматичних змін та здорового харчування. Картина да Вінчі не постраждала.

## Вплив картини на інші твори мистецтва

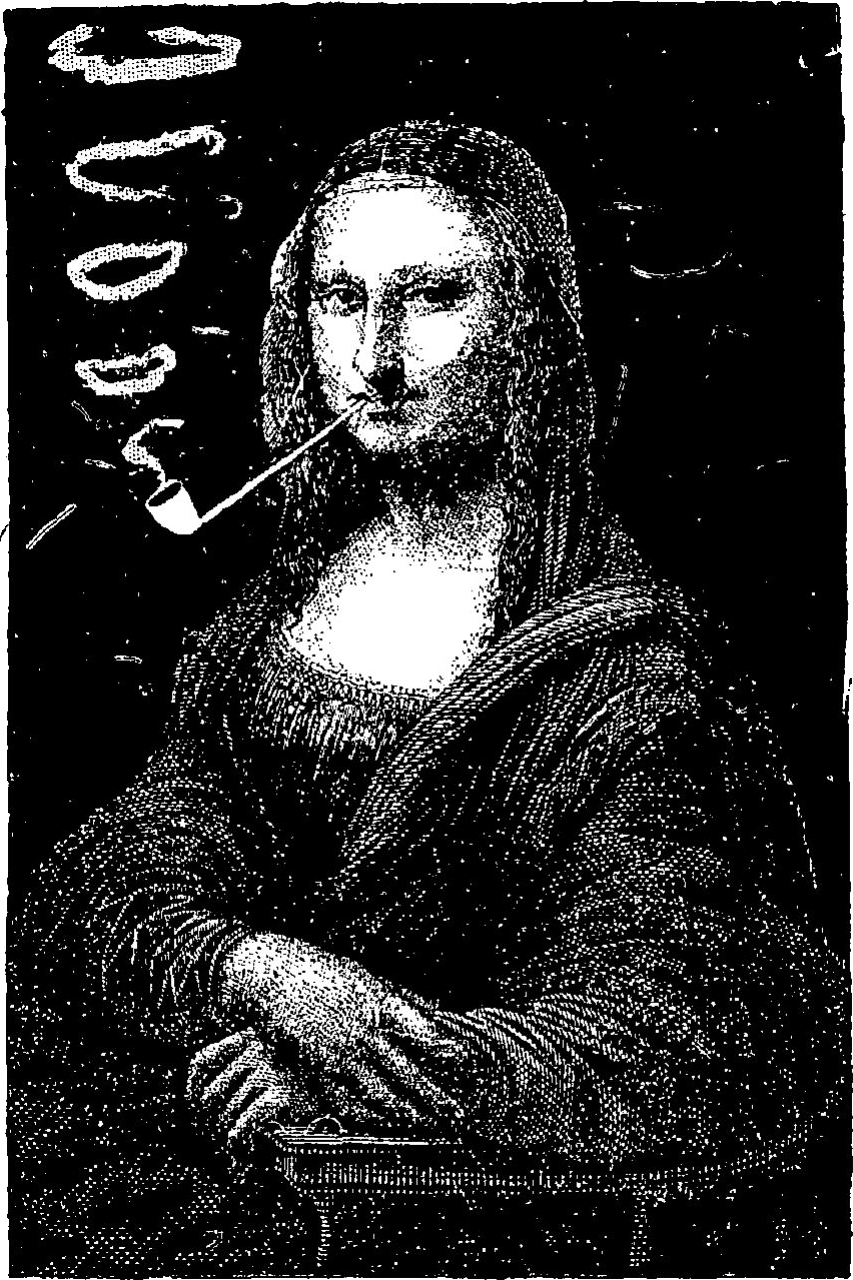
Ежен Батай (Eugène Bataille), «Мона Ліза, що палить люльку»

- У 1887 році Ежен Батай створив шарж «Мона Ліза, що палить люльку» (La Joconde fumant la pipe) для французького гумористичного журналу Le Rire.
- У 1919 році Марсель Дюшан створив один зі своїх найвідоміших творів-редімейдів L.H.O.O.Q.
- Американський письменник Рей Бредбері написав оповідання «Усмішка», присвячену картині Леонардо.
- У книзі Дена Брауна «Код да Вінчі» один код написаний на картині.
- Дарія Віконська. «Mona Lisa» (прозова мініатюра)[7].
- Картини на рисових полях